# Избеглица
Избеглица је особа која је против своје воље расељена из свог завичаја или места пребивалишта. До проширења дефиниције избеглице дошло је 1938. године, када су у ову категорију сврстане и особе са објективно утемељеним страхом од прогона због етничке и верске припадности или политичких убеђења, да би се потом овај термин проширио и на све оне људе који су побегли из својих домова на друга места унутар својих земаља. Данас се овај појам односи на тзв. расељена лица. Избеглички статус траје све док лице не добије ново место пребивалишта или се врати кући. Према подацима из 2012.-те године једна од сваке четири избеглице је из Авганистана чиме је ова земља водећа по броју избеглих људи.
Избеглицом се може називати тражилац азила док држава уговорница или Високи комесаријат Уједињених нација за избеглице (UNHCR) не доделе статус избеглице, ако је формално поднесен захтев за азил. Водећа међународна агенција која координира заштиту избеглица је Канцеларија Уједињених нација UNHCR. Уједињене нације имају другу канцеларију за избеглице, Агенцију Уједињених нација за помоћ и радове (UNRWA), која је искључиво одговорна за подршку великој већини палестинских избеглица.